# سلطان القيسي
سلطان القيسي (1 مارس1987 -)، شاعر ومقدم برامج تلفزية فلسطيني أردني ولد في عمان. له كتابات شعرية وترجمات، وحاصل على جوائز أدبية.

## عنه
ولد في عمّان لأسرة فلسطينية هجّرت في نكبة 1948 من قرية كفرعانة في قضاء يافا. حصل على شهادة بكالوريوس في الآداب من جامعة الزيتونة، وعمل مديراً تنفيذياً لدار موزاييك للترجمات والنشر والتوزيع، قبل أن ينتقل إلى العمل في التلفزيون، حيث يعمل معدا ومقدما للبرامج في قناة المملكة.
في العام 2007 شكل سلطان القيسي مع حسن مريم وعلي الزهيري مجموعة «ثلاثي شعراء الحرية» الشعرية وقدموا سوية أمسيات شعرية في كل من فلسطين، والأردن، ولبنان. وقد ترجمت بعض نصوصه للإنجليزية والفرنسية والتركية.
في قناة المملكة بدأ مذيعا في برنامج "العاشرة"، جنبا إلى جنب مع طارق العاص، ثم انتقل إلى قسم الأخبار معدّا ومقدّما لفقرة الصحافة العبرية، والتحليل العسكري للحرب على غزة، خلال معركة طوفان الأقصى. ثم انتقل إلى قسم البرامج معدّا ومذيعا مُحاورا لبرنامج "الموعد"، وهو برنامج ثقافي فني حواري، يستضيف نجوم الإبداع، في جولات خارجية، ويقف على أبرز محطاتهم الشخصية والإبداعية.

## إصدارات

### دواوين شعرية
- أؤجل موتي (ديوان شعري)، دار فضاءات للنشر والتوزيع، عمّان، 2011[3]
- بائع النبي، (ديوان شعري) دار موزاييك للترجمات والنشر والتوزيع، عمّان، 2016[4]
- هدنة لمراقصة الملكة (نصوص شعرية)، دار خطوط وظلال للنشر والتوزيع، عمّان، 2021.[5]

### ترجمات
- الوطن - قصة غير عادية للأمل والنجاة، جورج أوباما، العبيكان للنشر، الرياض، 2015، AISN B0773Q5TRJ[6]

## جوائز وتكريمات
- جائزة أفضل برنامج ثقافي عربي، عن برنامج "الموعد"، في المهرجان العربي للإذاعة والتلفزيون في دورته عام 2024، والذي تنظمه جامعة الدول العربية.
- جائزة وزارة الثقافة الأردنية للأعوام (2008، 2009، 2011) عن القصائد التالية:

1. أؤجل موتي
2. سلم الذكريات
3. علميني الصبر

- جائزة منتدى عمون للأدب والنقد للعامين (2009، 2010) عن قصيدتي «مسافران ومقهى وقصيدة» و«حوار على حافة السرير»